# Foz do Rio Coxipó Lei
O Foz do Rio Coxipó Lei é um bem tombado localizado no município de Cuiabá, no Mato Grosso. Fica situado nos bairros Bela Marina e São Gonçalo Beira Rio. Foi tombado pela prefeitura municipal por sua relevância cultural para a cidade.